# Jeroen de Groot
Jeroen de Groot (Bergen op Zoom, 1961) is een Nederlands violist.
De Groot studeerde al aan het Sweelinck Conservatorium in Amsterdam toen hij 11 jaar oud was. Zijn leraren waren Bets van der Horst en Herman Krebbers. Hij won het Nationaal Vioolconcours Oskar Back in 1985, waardoor hij een beurs kreeg om verder te studeren bij Sándor Végh in Salzburg en Ivry Gitlis in Parijs. Al toen hij nog studeerde trad hij veel op en won hij prijzen op het ARD Wettbewerb in München en de internationale concoursen in Scheveningen en Tokyo. Verder won hij de Zilveren Vriendenkrans van het Concertgebouw en de Medaille d'Or op het concours Les Jeunes Solistes in Bordeaux. 
De Groot is actief als solist met orkest. Met de bekende pianist Bernd Brackman nam hij diverse CD's op: The French connection en Unforgettable voor het label Neos, München. Op het label JDGRecords is zijn beroemde Bach solo sonates en Partitas te horen samen met zijn eerste Pure Live opname met werken van Debussy, Ravel en Prokofiev. Inmiddels zijn Pure Live 2,3 en 4 verschenen op het Label Zefir. Hij geeft concerten in Europa, de Verenigde Staten, Canada, Japan en Zuid-Amerika. De Groots instrument is een Baldantoni uit ongeveer 1850!